# Camaroptera toroensis
Camaroptera toroensis, "gulbrunbröstad kamaroptera", är en fågelart i familjen cistikolor inom ordningen tättingar. Den betraktas oftast som underart till olivkamaroptera (Camaroptera chloronota) men urskiljs sedan 2016 som egen art av Birdlife International och IUCN.
Fågeln förekommer från Centralafrikanska republiken och centrala Demokratiska republiken Kongo till sydvästra Kenya och nordvästra Tanzania. Den kategoriseras av IUCN som livskraftig.